# Битва на Синих Водах
Битва на Синих Водах, Синеводская битва — сражение, состоявшееся в промежутке между 24 сентября и 25 декабря 1362 года на реке Синие Воды (река Синюха, приток Южного Буга) объединенных литовско-русских войск великого князя литовского Ольгерда против войска татарских (ордынских) князей на Подолье, вблизи крепости Торговица (ныне село в Кировоградской области Украины в окрестностях Новоархангельска).
Воспользовавшись внутренними неурядицами в Золотой Орде, вызванными гибелью ханов Джанибека и Бердибека, великий князь литовский Ольгерд начал военную экспансию на татарские земли и одержал решающую победу над тремя местными нойонами хана Мурада. В результате победы большая часть современной Украины (в том числе малонаселённые Подолье и Северное Причерноморье) с Киевом, уже находившаяся под литовским влиянием после битвы на реке Ирпень 1324 года, оказалась под контролем Великого княжества Литовского.

## Предыстория
После смерти своего правителя хана Бердибека в 1359 году Золотая Орда пережила период смут и войн, длившихся два десятилетия (1359-81 годы), получивших название «Великая замятня». Орда начала распадаться на отдельные улусы. Воспользовавшись внутренними беспорядками в Орде, великий князь литовский Ольгерд организовал поход на татарские земли. Он стремился закрепить и расширить южные территории Великого княжества Литовского, в частности присоединить Киевское княжество. Киев уже перешёл под литовский контроль после битвы на реке Ирпень в начале 1320-х годов, но всё ещё платил дань Орде.

## Ход битвы
В 1362 или 1363 году Ольгерд с войском прошёл между нижним Днепром и Южным Бугом. Сначала Ольгерд захватил оставшиеся территории Черниговского княжества — основная часть территории, включая  Брянск, попала под литовский контроль около 1357—1358 годов. Затем литвины напали на Коршев — крепость, расположенную в верховьях реки Быстрая Сосна, притока Дона. Считается, что Ольгерд в дальнейшем завоевал территории бывшего Переяславского княжества. Район принадлежал Крымскому улусу, войска которого были в походе на Старый Сарай и не могли организовать эффективного сопротивления литовцам. Осенью литовская армия двинулась на запад и переправилась через Днепр в сторону Подолии. Три татарских бея Подолии собрали войско, чтобы противостоять нападению. Считается, что войска встретились в современной Торговице.
Краткое описание битвы сохранилось только из позднего труда Матея Стрыйковского, опубликованного в 1582 году. По словам Стрыйковского, Ольгерд разделил свою армию на шесть групп и расположил их полукругом. Татары начали сражение, пуская стрелы в сторону литовской рати. Такие атаки не имели большого эффекта, литвины и русины, вооружённые копьями и мечами, двинулись вперёд и прорвали передние линии татарского войска. Сыновья Кориата с отрядами из Новогрудка атаковали татарские фланги с арбалетами. Татары не смогли сохранить строй и начали беспорядочное бегство. Ольгерд одержал решительную победу.
Довольно подробное описание Синеводской битвы содержится только в хронике Матея Стрыйковского:
Ольгерд, заключив на два года соглашение о мире с прусскими и ливонскими крестоносцами, отправился в поход в Дикие поля против татар. С ним отправились также четыре его племянника, сыновья новогрудского князя Кориата, княжичи Александр, Константин, Юрий и Фёдор. И когда они, миновав Канев и Черкассы, дошли до урочища Синие Воды, то увидели в поле большую татарскую орду с тремя царьками, разделённую на три отряда. Один отряд вёл султан Кутлубах, второй возглавлял Качибей-Керей, а третьим командовал султан Димейтер. Ольгерд, увидев, что татары готовы к бою, выстроил своих в шесть изогнутых отрядов, по-разному их по бокам и во главе рассадив, так чтобы татары, как задумали, не могли их окружить в обычных схватках и причинить вред стрелами. Татары с неистовым рвением начали бой, засыпав литву густым железным градом из луков, случились несколько стычек, но нанесли мало потерь из-за правильного её построения и быстрого маневрирования. А литва с русинами вдруг с саблями и копьями нагрянули на них и в рукопашном бою прорвали лобные части и смешали им танцы полукругом, а другие, особенно новогрудцы с Кориатовичами, с самострелов со стрелами нагрянули по бокам и длинными копьями сбрасывали их с сёдел, словно ветер снопы в бурю. Не сумев дольше выдержать лобового натиска литвы, татары начали мешаться и испуганные бежать в обширные поля. На побоище остались убиты три их царька: Кутлубах, Качибей (от имени которого названо Качибейским солёное озеро в Диких полях по дороге как идти в Очаков) и султан Димейтер, и вместе с ними очень много мурз и уланов. Также везде по полям и в реках лежало полно татарских трупов.
Исходя из описания Стрыйковского, битву на Синих Водах можно разбить на два этапа. Первый этап — это противостояние разделённой на три отдела орды и расположенных полукругом и разделённых на шесть отрядов войск Ольгерда. Попытка ордынцев уничтожить отряды в центре оказалась неудачной. Войско расступалось и пропускало конницу, обстреливая её с боков. На втором этапе битвы войска Ольгерда перешли в наступление. Они стремились окружить ордынцев и уничтожить. Ордынцы не выдержали натиска и отступили. Битва завершилась преследованием войсками Ольгерда остатков орды.
В битве при Синих водах погибли Кутлуг-Буга наместник Солхата и даруга Крыма, Хаджи-бек, бывший наместником Кырк-Ера. Выжил только, бежав с поля боя, Демир-бей. После поражения в Синеводской битве Демир-бей, согласно польскому хронисту XV века Яну Длугошу, со своей ордой переправился через Дунай и осел в Добруджской степи. Кроме того, Димитрий (в форме domini Demetrii, principis Tartarorum) упоминается в грамоте 1368 года венгерского короля Лайоша I. Это, вероятно, свидетельствует о том, что его орда располагалась на землях, находившихся под юрисдикцией Лайоша.

## Последствия и значение битвы

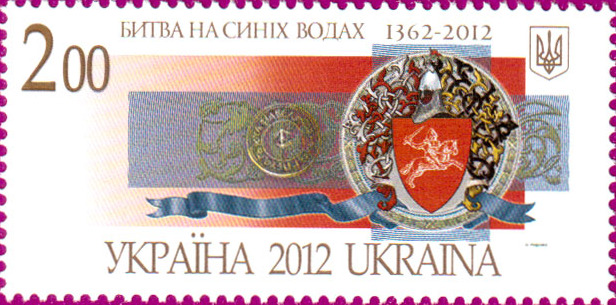
Почтовая марка Украины, 2012

В результате одержанной победы Ольгерд включил в состав своего государства, занимавшего в то время значительные территории по обоим берегам Днепра, Киевское княжество и захваченное татарами ещё в середине XIII века Подолье и часть территории Дикого поля, расширив таким образом свои владения далеко на юг по направлению к Чёрному морю. После взятия Киева Великое княжество Литовское стало конкурентом Великого княжества Московского и одним из двух центров объединения Руси. Ольгерд оставил сына Владимира править в Киеве. Подолье было передано участвовавшим в сражении племянникам Ольгерда: Александру, Юрию, Константину и Фёдору — сыновьям Кориата. Победа Ольгерда и приход на Подолье Кориатовичей укрепили княжество Молдавия.
Хотя золотоордынские ханы ещё совершали набеги на эти земли и порой приходилось выплачивать им дань, политическую власть на этих территориях они потеряли. Присоединив к своим владениям вслед за Западной и Южную Русь, Великое княжество Литовское стало крупнейшим государством Европы того времени.

## Летописные сведения о битве
Сохранилось всего несколько летописных известий о битве. Разгром трёх ордынских князей, наследных правителей Подолья, войском великого князя литовского Ольгерда в битве у Синих Вод впервые упоминается в летописном сказании «О Подолье», авторство которого неизвестно. Согласно украинскому историку Феликсу Шабульдо, автор сказания имел отношение к высшим правительственно-бюрократическим кругам Великого княжества Литовского и создал своё произведение в начале 1430-х годов, в разгар конфликта за Подолье между Королевством Польским и Великим княжеством Литовским. Белорусский историк-источниковед Вячеслав Чемерицкий отмечает, что «Повесть о Подолье» носит публицистический характер, но при этом её сведения в основном соответствуют историческим фактам. В «Повести», не содержащей дат, сообщается:
Коли господаремь был на литовьскои земли князь великий Олгирд и, шедь в поле с литовьским воискомь, побиль татар на Синеи воде, трех братовь: князя Хачебея и Кутлубуга и Дмитрия. А тыи трии браты Татарьское земли, отчичи и дедичи Подольскои земли, а отт них заведали атамани и боискаки, приеждючи от тыхь атамоновь, имовали с Подольскои земли дан.
Рогожский летописец, составленный в окончательной редакции осенью 1396 года, сообщает: «Въ лѢто 6871… Того же лѢта Литва взяли Коршевъ и сотворишас[я] мятежи и тягота людемъ по всеи земли. Тое же осени Олгрд Синю воду и БѢлобережїе повоевалъ». Такое же, хотя и несколько сокращённое известие содержится и в Никоновском летописном своде конца 1520-х годов.
В поздней Густынской летописи сообщается:
В лѢто 6870… В сіє лѢто Ольгерд побѢди трех царков Татарских из ордами их, си єсть, Котлубаха, Качбея, Дмитра; и оттоли от Подоля изгна власть Татарскую. Сей Олгерд и иныя Рускія державы во власть свою пріят, и Кіев под Федором князем взят, и посади в нем Володымера сына своего, и нача над сими владѢти, им же отци его дань даяху.
Согласно поздней и ненадёжной Хронике Быховца, битва произошла в 1351 году.

## Историография вопроса

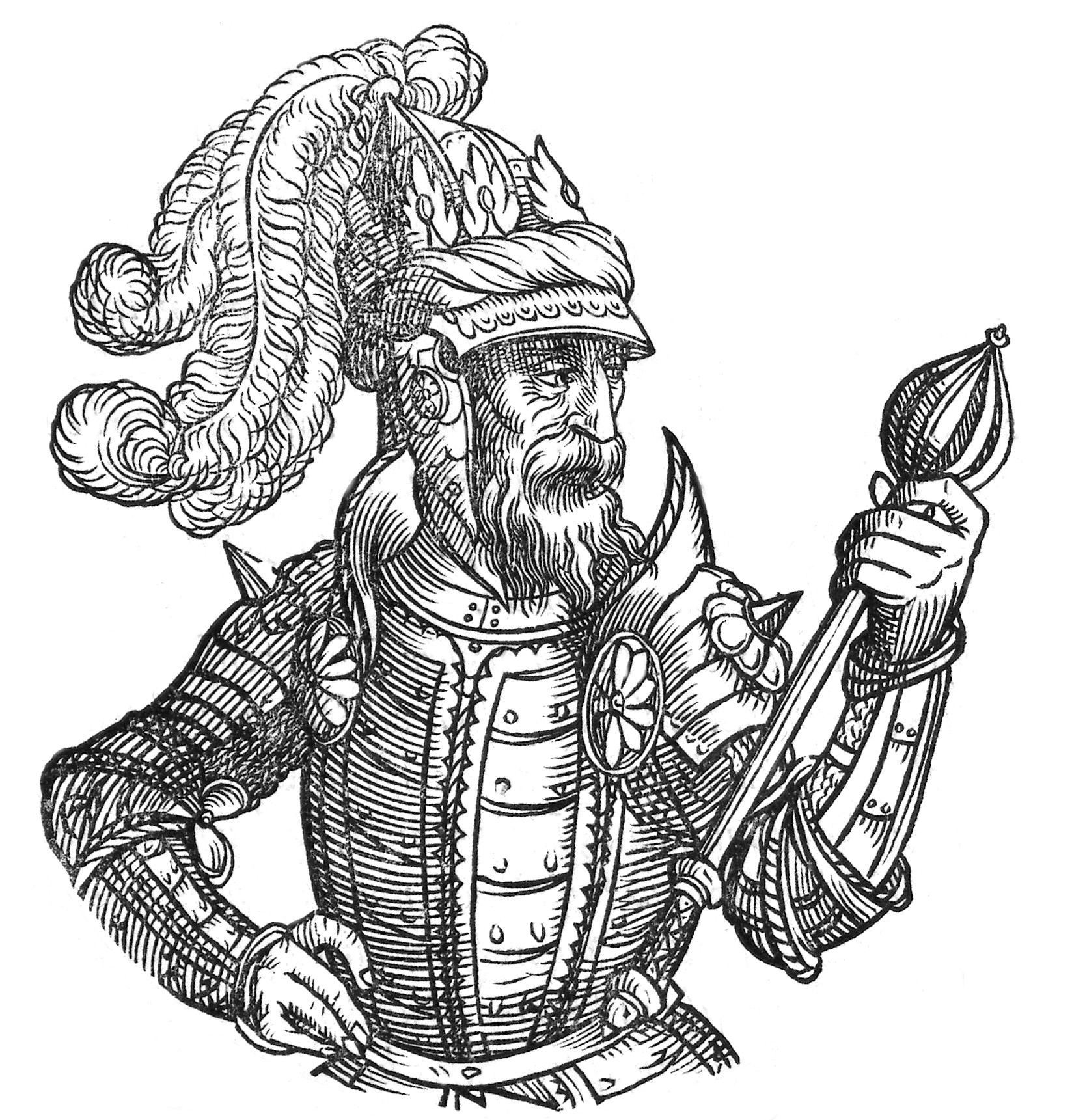
Гравюра с изображением Ольгерда из «Описания Европейской Сарматии» Александра Гваньини, 1578 год.

В ходе рассмотрения проблемы вхождения Подолья в состав Великого княжества Литовского во второй половине XIV века, отмечается, что несмотря на большое количество специальных исследований, точно не установлено ни время битвы, ни её место, ни то, была ли она вообще.
Критика сообщения Мацея Стрыйковского, высказанная как сторонниками, так и противниками его достоверности, строится на одних и тех же источниках и не позволяет его аргументировано подтвердить или опровергнуть. Отмечается, что остаётся лишь признать, что сообщение Стрыйковского существует, а описанные в нём действия противников соответствуют уровню военного искусства того времени.
Первое исследование вопроса о битве на Синих Водах относится к концу XVI века. Польский историк Матей Стрыйковский в своём сочинении «О началах, истоках, деяниях славных рыцарских народа литовского, польского, жмудского, русского…» (пол. O początkach… sprawach rycerskiego sławnego narodu litewskiego…), написанном в 1577 году и изданном только через 400 лет — в 1978 году в Варшаве, кратко осветил битву и датировал её 1329 годом. В труде «Хроника польская, литовская, жомойская и всей Руси» (пол. Kronika Polska, Litewska, Żmudzka i wszystkiej Rusi), изданном в 1582 году в Кёнигсберге, он уделил битве больше внимания и датировал её уже 1331 годом.
Предметом дискуссии историков XIX — начала XX века были время и место битвы. Владимир Антонович в «Очерке истории великого княжества Литовского до половины XV ст.», изданном в 1878 году в Киеве, отметил: «в 1362 году Ольгерд одержал решительную победу над тремя татарскими князьями: Кутлубугой, Хаджибеем и Дмитрием на берегах реки Синие Воды. Остатки разбитой им Орды отошли частично в Крым, а частично на Добруджу — и Подолье перешло под власть литовцев». Антоновича поддержали историки права Михаил Ясинский в работе «Уставные земские грамоты Литовско-Русского государства» (Киев, 1889) и Фёдор Леонтович в труде «Очерки истории литовско-русского права. Образование территории Литовского государства» (Санкт-Петербург, 1894).
Альтернативное мнение относительно даты Синеводской битвы высказал Матвей Любавский в трудах «Областное деление и местное управление Литовско-Русского государства ко времени издания первого Литовского статута» (1892) и «Очерк истории Литовско-Русского государства до Люблинской унии включительно» (1910). Он указал, что «Подолье было занято сыном Кориата Гедиминовича после того, как в 1363 году великий князь Ольгерд побил на Синей Воде татарских ханов», которым «местное русское население через своих атаманов платило дань». 1363 годом битву датировал и Михаил Грушевский. В четвёртом томе «Истории Украины-Руси» (2-е изд., 1907) он писал: «Наконец должны удовлетвориться тем выводом, что в 1363 г. Ольгерд вошёл в конфликт с Татарами, ходил походом в полуденную Киевщину и разгромил там Татар, и что в связи с сим, по всякой правдоподобности, стояла формальная оккупация Киевщины и Подолья».
Битве на Синих Водах было посвящено две научные конференции, состоявшихся в 1997 и 1998 году в Кировограде. В 2005 году по материалам этих конференций Институт истории Украины НАН Украины издал сборник статей «Синеводская проблема в новейших исследованиях» (укр. Синьоводська проблема у новітніх дослідженнях). Исследователи высказывали различные мнения по поводу того, кем являлись побеждённые татарские князья (особенно в отношении Дмитрия — его считали то русским князем, то беком из Добруджи). В одном генуэзском договоре упомянут Kothlobeg, где назван начальником Солтака в Крыму. В другом договоре 1380 года эмиром солгатским назван Elias сын Инаха Cotloboga. О Кырк-Ере этого времени известно только, что там правили беки из рода Яшлау (Сулешевых), но их имена неизвестны